# روری (تنسی)
روری (به انگلیسی: Reverie) یک منطقهٔ مسکونی در ایالات متحده آمریکا است که در شهرستان تیپتون، تنسی واقع شده‌است. روری ۱۱ نفر جمعیت دارد و ۷۳ متر بالاتر از سطح دریا واقع شده‌است.